# 鍾粹宮

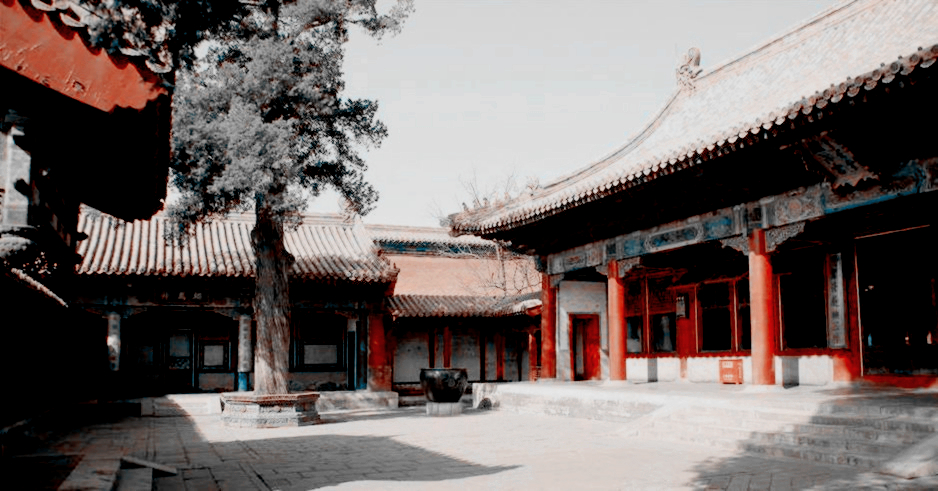
钟粹宮前院，自东向西拍摄。左为钟粹门内的倒座垂花门，右为钟粹宮，树后为钟粹宮西配殿

钟粹宮 (穆麟德轉寫：jung ts῾ui gung)，為紫禁城內廷東六宮之一，位於東六宮區的西北角。

## 历史
鍾粹宮是紫禁城內廷東六宮之一。明朝永乐十八年（1402年）建成，初名“咸陽宮”，明朝嘉靖十四年（1535年）更名为“鍾粹宮”。明朝隆慶五年（1571年）将鍾粹宮前殿改称“興龍殿”、後殿改称“聖哲殿”，作为皇太子居处，后来复称“鍾粹宮”。清朝沿用明朝旧称“鍾粹宮”，且于顺治十二年（1655年）重修，道光十一年（1831年）、同治十三年（1874年）、光绪十六年（1890年）、光绪二十三年（1897年）先后修葺。清朝晚期，在宫门内添建了垂花门、游廊等建筑。
明朝时，鍾粹宮为妃嫔所居，还曾一度作为皇太子宫。清朝，鍾粹宮为后妃居所。清朝咸丰帝奕詝幼年在鍾粹宮居住时，因母亲孝全成皇后去世，道光帝的静贵妃、即恭亲王奕訢之母也居住此宫，代为抚育奕詝。咸丰帝孝贞显皇后自入宫即居住在鍾粹宮，直到光绪七年（1881年）去世。光绪帝大婚后，隆裕皇后也曾在鍾粹宮居住，直到升为太后才移居西六宫的太极殿、长春宫。
鍾粹宮正殿前檐挂有“鍾粹宮”陡匾。乾隆六年（1741年），乾隆帝命依照永寿宫陡匾的式样，制作十一面匾额，并亲自题写，分别挂在东六宫、西六宫除永寿宫之外的其他十一宫的正殿。乾隆帝还下谕旨：“自挂之后，至千万年，不可擅动，即或妃嫔移住别宫，亦不可带往更换。”
清朝乾隆年间，乾隆帝命画师以中国古代后妃美德为範，绘制《宫训图》十二幅，年节分别张挂在东六宫、西六宫，事毕收藏在景陽宮的学诗堂（见《养吉斋丛录》）。每幅图配赞四言十二句，以诫后妃永远效法。《清宫词》曰：“瑶星坤极霭祥光，宫训图成十二章。岁岁春朝重展现，云缣深护学诗堂。其中鍾粹宮懸掛的《宫训图》是《許后奉案图》，象徵的是女性尊老的美德。
此外，乾隆帝还御撰《宫训诗》，命大学士张照、梁诗正、汪由敦分别书写而成。根据乾隆帝的要求，《宫训图》遂于每年腊月二十六日在东、西六宫张挂春联、门神的同时张挂，正殿东墙挂《宫训诗》，西墙挂《宫训图》，至次年二月二日收门神之日，将各宫《宫训图》收贮于景阳宫后的学诗堂。

## 展览
鍾粹宮是故宫博物院玉器馆，常年展示故宫博物院藏玉器类文物。2008年北京奥运会期间，鍾粹宮推出“盛世琳琅——故宫博物院藏乾隆朝玉器精品展”。2013年8月1日闭展改陈。

## 建筑
鍾粹宮为二进院。主要建筑有：
- 鍾粹门：鍾粹宮的正门，坐北朝南。[1]门内有一座悬山卷棚顶倒座式垂花门。垂花门两侧依南墙建有游廊，游廊与垂花门及东、西配殿前廊相连。
- 鍾粹宮：为前院正殿，面阔五间，黄琉璃瓦歇山顶，前出廊，檐脊安有5个走兽，檐下施单翘单昂五跴斗拱，彩绘着苏式彩画。明间开门，次间、梢间是槛窗，冰裂纹、步步锦门窗。室内原来是彻上明造，后来添加天花顶棚，方砖墁地，明间内悬挂乾隆帝御题“淑慎温和”匾。[1]前廊以内、明间外侧的两根柱子上悬挂对联“風雨和甘調六幕，星雲景慶映三階”。
  - 东配殿：正殿前的东配殿。面阔三间，前出廊，明间开门，黄琉璃瓦硬山顶，檐下绘有苏式彩画。[1]前廊外檐下悬挂“膺天庆”横匾，两侧对联为“萬象皆春調鳳琯，八方向化轉鴻鈞”。东配殿前廊向北有游廊与鍾粹宮前廊相连。
  - 西配殿：正殿前的西配殿。面阔三间，前出廊，明间开门，黄琉璃瓦硬山顶，檐下绘有苏式彩画。[1]前廊外檐下悬挂“绥万邦”横匾，两侧对联为“麟游鳳舞中天瑞，月朗風和大地春”。西配殿前廊向北有游廊与鍾粹宮前廊相连。
- 后殿：后院正殿五间，明间开门，黄琉璃瓦硬山顶，檐下绘有苏式彩画，两侧有耳房。[1]
  - 东配殿、西配殿：后殿的东西两侧有配殿各三间，都是明间开门，黄琉璃瓦硬山顶。[1]
  - 井亭：后殿院内西南角有井亭一座。[1]

## 居住者
- 明崇禎朝的皇太子朱慈烺：朱慈烺居於此宫的相关记载不多，僅知一次周皇后派宮女送茶點果餅给當時居於此宫的朱慈烺，宮女們從田貴妃居住的承乾宮宮門前經過，推著石獅子嬉笑玩鬧，將正在午睡的田貴妃驚醒，幾乎引起爭端。[6]
- 清康熙十年六月，六位福晋级格格入住，即钮祜禄氏、纳喇氏、扎斯瑚里氏、王佳氏、李氏、佟氏。
- 清康熙朝荣妃马佳氏：康熙朝中后期居于此宫并抚养众多皇子女
- 清康熙朝顺懿密妃王氏：康熙四十八年正月内封嫔后居于此，档案中称其为“钟粹宫之嫔”。档案记载，康熙五十年六月其长子允禄成婚除了向贵妃佟佳氏和惠、宜、德、荣四妃行礼外，还要向钟粹宫之嫔行礼。可知密嫔居钟粹宫。

- 清雍正朝的孝敬憲皇后：雍正年間，鍾粹宮為皇后的寢宮，直至雍正九年九月孝敬憲皇后病逝。[7]

- 清雍正朝的纯懿皇贵妃：从膳档可知，乾隆元年二月，鍾粹宮裕贵妃与皇太后一起止荤添素，同年迁入寿康宫，将钟粹宫空给乾隆帝妻妾居住。[8]

- 清乾隆朝的容妃：乾隆二十七年五月封嫔时于钟粹宫接册宝，乾隆四十一年的檔案顯示，排列第四的鍾粹宮他坦二處，僱工廚役七名。即鍾粹宮有兩位品階為貴人或以上的妃子居住，而嬪位或以上的妃子僅有七人，因此景仁宮必有一位妃或嬪居住。 《添減底檔》亦顯示，容妃僅次於舒妃、愉妃、穎妃，因此容妃居排列第四的鍾粹宮。
- 清嘉庆朝的和裕皇贵妃：嘉庆潜邸侍妾，于嘉庆帝登基之初曾居钟粹宫，后搬入翊坤宫。

- 清道光朝的孝全成皇后鈕祜祿氏：道光二年入宫后便一直居于此宫。道光二十年正月十一日（1840年2月13日）丑時，道光帝的皇后鈕祜祿氏崩於圆明园九洲清晏的皇后寢宮湛静斋，年僅32歲（虚歲三十三歲）。由於她與道光帝感情極深，道光帝十分的悲痛，钦定谥号为“孝全皇后”。[9]

- 清道光朝的皇子奕詝：孝全成皇后鈕祜祿氏之子，即日后的咸豐帝。未登基以前，曾以皇子的身分居於此宮長達十七年。咸豐帝登基後，曾作《鍾粹宮感旧》一诗，回想起自己九岁那年（己亥年，即道光十九年）患病，母亲每天到鍾粹宮探看的情景：“居此幼龄十七年，承恩御宇恨终天。迴思己岁尤堪痛，一度思亲涕泪涟。昔是承恩予旧地，今为基福后之宫。髻年景况依然在，惟敬惟勤慎始终。”咸丰帝在“一度思亲涕泪涟”后自注：“己亥冬，予年九岁时感沉疴，皇妣孝全成皇后顾复焦劳，寝食俱废，虽罔极深恩，未由报答于万一，第一思及此，更堪悲痛。”[10]
- 清道光朝的孝静成皇后博尔济吉特氏：道光二十年皇后钮祜禄氏去世后晋为皇贵妃，迁入钟粹宫抚养皇后之子四阿哥奕詝及统领后宫。此前居于永和宫。

- 清慈安皇太后鈕祜祿氏：咸丰二年冊封為皇后，便居住在鍾粹宮。后来同治帝登基，两宫皇太后垂帘听政，慈安皇太后便与慈禧皇太后共同居住在西六宮的長春宮，慈安皇太后居住長春宮履绥殿。不久，同治十年（1871年）慈安皇太后从長春宮履绥殿移居鍾粹宮，直至光緒七年三月十日（1881年）崩於鍾粹宮。[11][12]

- 清光緒朝孝定景皇后葉赫那拉氏靜芬：光緒十五年正月（1889年），靜芬成為皇后，於坤寧宮東暖閣和光緒帝大婚，婚期過後，正式入住鍾粹宮。孝定景皇后一生都未獲光緒帝的寵愛，甚至被冷落，在鍾粹宮度過19年的孤寂歲月。光緒三十四年（1908年），光緒帝崩，靜芬因宣統帝繼位而受徽號成為“隆裕皇太后”，由於宣統帝年幼，隆裕皇太后垂簾聽政。在成為皇太后的同時，她也搬出鍾粹宮遷居至西六宮的太極殿、长春宫，一直到民國二年（1913年）逝世。